# Chlupatá Ves
Chlupatá Ves (německy Rauhenschlag) je osada, část obce Horní Stropnice v okrese České Budějovice v Jihočeském kraji. Nachází se asi 2,5 kilometru jihozápadně od Horní Stropnice. Na jejím okraji se nachází evropsky významná lokalita s výskytem mihule potoční. Chlupatá Ves leží v katastrálním území Meziluží o výměře 7,22 km².

## Historie
První písemná zmínka o vesnici pochází z roku 1379. Bylo zde sídlo rychty a po zavedení obecního zřízení v polovině 19. století sídlo obecního úřadu. V letech 1938 až 1945 byla Chlupatá Ves (v důsledku uzavření Mnichovské dohody) součástí nacistického Německa.

## Obyvatelstvo
| Rok            | 1869 | 1880 | 1890 | 1900 | 1910 | 1921 | 1930 | 1950 | 1961 | 1970 | 1980 | 1991 | 2001 | 2011 | 2021 |
| -------------- | ---- | ---- | ---- | ---- | ---- | ---- | ---- | ---- | ---- | ---- | ---- | ---- | ---- | ---- | ---- |
| Počet obyvatel | 221  | 194  | 192  | 196  | 205  | 178  | 153  | 32   | 0    | 41   | 12   | 10   | 4    | 6    | 15   |
| Počet domů     | 46   | 35   | 35   | 38   | 33   | 33   | 33   | 20   | 0    | 11   | 5    | 5    | 3    | 6    | 11   |

## Obecní správa
Při sčítání lidu v letech 1850–1960 Chlupatá Ves byla samostatnou obcí, se kterým patřila nejprve do okresu Kaplice, ale v roce 1950 v okrese Trhové Sviny a od roku 1960 v okrese České Budějovice. Od 12. června 1960 do 30. dubna 2003 byla osada úředně zrušena a jako část obce Horní Stropnice byla obnovena 1. května 2003. v letech 1850–1960 k obci patřilo Meziluží, v letech 1868–1950 Bedřichov a od 4. května 1950 do 11. června 1960 také Vesce.

## Pamětihodnosti
- Přírodní památka Bedřichovský potok